# アーサー・アガットストン
アーサー・アガットストン（英: Arthur Agatston、1947年1月22日 - ）は、サウス・ビーチ・ダイエットの開発者として著名な医師で、アメリカの循環器専門医である。
彼の科学的研究は、冠動脈カルシウムを測定するためのアガットストン・スコアにつながった。

## 来歴
1973年にニューヨーク大学医学部で医学博士号を取得し、アルベルト・アインシュタイン医学校のモンテフィオーレ・メディカル・センターで内科学を学び、ニューヨーク大学で循環器学のフェローシップを修了した。
ニューヨーク大学医療センターのスタッフとして医療キャリアをスタートさせた。1年後、フロリダ州マイアミビーチのマウント・サイナイ・メディカル・センター＆マイアミ・ハート・インスティテュートに着任し、後に非侵襲的心臓研究所の所長となった。 現在は、バプティスト・ヘルス・サウスフロリダでウェルネス＆予防担当メディカル・ディレクターを務め、サウスビーチ予防心臓科で診療を行っている。